# Yvesia
Yvesia je monotipski biljni rod iz porodice trava, dio podtribusa Melinidinae. Jedina vrsta je Yvesia madagascariensis, endem s Madagaskara.
Jednogodišnja je biljka vitke stabljike, 15 do 20 cm visine. Cvjetovi su hermafroditi.